# 러브데릭
러브데릭(Love-de-Lic, Inc., ラブデリック)은 일본의 비디오 게임 개발사였다. 1995년 니시 켄이치가 설립했으며, 스퀘어에 근무했었던 개발자들이 합류했었다. 대표적인 인물로 키무라 요시로, 쿠도 타로 등이 있다. 사명은 옐로 매직 오케스트라의 앨범 《Technodelic》에서 따왔다.
활동기간동안 세 개의 어드벤처 게임을 제작한 후 2000년에 해산했다. 당사의 직원들은 스킵, 밴풀, 펀치라인같은 소규모 개발사로 이직했다.

## 제작 게임
- 문: 리믹스 RPG 어드벤처 (1997)
- UFO: A Day in the Life (1999)
- L.O.L.: Lack of Love (2000)

## 직원
- 니시 켄이치
- 쿠도 타로
- 우에다 아키라
- 사카모토 류이치
- 키무라 요시로